# Constantin Canaris
Karl Constantin Canaris, född 8 november 1906 i Duisburg, död 29 december 1983 i Friedrichshafen, var en tysk promoverad jurist och SS-Standartenführer. Under andra världskriget var han bland annat befälhavare för Sicherheitspolizei (Sipo) och Sicherheitsdienst (SD) i Belgien och Nordfrankrike och senare inspektör för Sicherheitspolizei (Sipo) och Sicherheitsdienst (SD) i Königsberg. Constantin Canaris var syskonson till amiral Wilhelm Canaris.